# Afroleptomydas microreticulatus
Afroleptomydas microreticulatus är en tvåvingeart som beskrevs av Hesse 1969. Afroleptomydas microreticulatus ingår i släktet Afroleptomydas och familjen Mydidae. Inga underarter finns listade i Catalogue of Life.